# Alex de Minaur
Alex de Minaur, né le 17 février 1999 à Sydney, est un joueur de tennis australien, professionnel depuis 2016.
Vainqueur de dix tournois ATP en simple, il est no 1 australien depuis octobre 2018.

## Biographie
Né à Sydney d'une mère espagnole et d'un père uruguayen, Alex de Minaur déménage à 5 ans en Espagne puis revient en Australie à 13 ans pour finalement retourner en Espagne à 16 ans. Il joue pour l'Australie, pays dont il se sent le plus proche. Il parle couramment l'espagnol, l'anglais et un peu le français.
Depuis mars 2020, il est en couple avec la joueuse anglaise Katie Boulter.

## Carrière

### Parcours junior
En 2015, Alex de Minaur atteint les demi-finales de l'US Open en passant par les qualifications. Il est battu 6-0, 6-0 par Tommy Paul. En janvier de l'année suivante, il s'impose en double à l'Open d'Australie avec Blake Ellis et accède aux demi-finales en simple. Il atteint dans la foulée la 2e place au classement ITF Junior, son meilleur classement. En juillet 2016, il est finaliste à Wimbledon, où il perd contre Denis Shapovalov (4-6, 6-1, 6-3).

### Débuts professionnels
Alex de Minaur passe professionnel en 2016, à 17 ans. Début novembre, pour sa troisième participation à un tournoi Challenger, il est finaliste du tournoi d'Eckental contre Steve Darcis.
En 2017, il fait ses débuts sur le circuit ATP en se qualifiant à Brisbane, puis en éliminant Benoît Paire à Sydney. Il participe également à son premier Grand Chelem et bat Gerald Melzer au premier tour de l'Open d'Australie en cinq sets (5-7, 6-3, 2-6, 7-62, 6-1). Ces bonnes performances lui permettent de bénéficier d'une invitation pour Roland-Garros et l'US Open dans le cadre des accords entre fédérations. Il s'incline sèchement au premier tour dans les deux cas. Entre-temps il remporte néanmoins son premier tournoi professionnel au Future de Póvoa de Varzim et joue une finale en Challenger à Ségovie contre un autre espoir, l'Espagnol Jaume Munar. En fin d'année, il remporte le tournoi de play-off offrant une wild card pour l'Open d'Australie.

### 2018. Premières finales ATP et entrée dans le top 50
En 2018, il s'illustre à Brisbane : alors 208e mondial, il atteint les demi-finales après des victoires sur Steve Johnson (7-67, 6-4), Milos Raonic (6-4, 6-4) et Michael Mmoh (6-4, 6-0). Il s'incline contre Ryan Harrison (6-4, 65-7, 4-6) en ayant mené au départ. Il enchaîne avec le tournoi de Sydney où il élimine notamment Feliciano López en quart (6-4, 6-4) puis, comme l'année précédente, Benoît Paire (4-6, 6-1, 6-1). La semaine suivante, il atteint sa première finale sur le circuit ATP à seulement 18 ans et en étant classé 167e mondial. Il s'incline finalement face à Daniil Medvedev après avoir mené (6-1, 4-6, 5-7). À l'Open d'Australie, pour lequel il avait reçu une invitation, il s'incline au premier tour contre Tomáš Berdych (3-6, 6-3, 0-6, 1-6).
Début février, il est pour la première fois titularisé en Coupe Davis lors du premier tour entre l'Australie et l'Allemagne. Il ouvre la rencontre contre Alexander Zverev, perdant au tie-break du 5e set après 4 heures de jeu.
Il s'incline ensuite en finale du JC Ferrero Challenger Open d'Alicante face à Pablo Andújar. Il termine sa saison sur terre battue après avoir perdu au premier tour de Roland-Garros contre Kyle Edmund (2-6, 4-6, 3-6).
Il commence ensuite sa saison sur gazon en parvenant en finale du tournoi Challenger de Surbiton, où il s'incline contre le Français Jérémy Chardy (4-6, 6-4, 2-6), puis remporte celui de Nottingham en battant en finale Daniel Evans (7-65, 7-5). Il atteint ensuite le 3e tour de Wimbledon en battant la tête de série numéro 29, Marco Cecchinato (6-4, 66-7, 7-65, 6-4), puis Pierre-Hugues Herbert avant de perdre contre le no 1 mondial, Rafael Nadal (1-6, 2-6, 4-6).
Sur le ciment américain à l'ATP 500 de Washington, il passe en trois sets Vasek Pospisil, puis se qualifie pour les quarts de finale avec des victoires sur Steve Johnson et Chung Hyeon (6-2, 4-6, 6-2). Il profite ensuite du forfait d'Andy Murray pour atteindre le dernier carré, puis lutte face à Andrey Rublev (5-7, 7-66, 6-4) pour se qualifier pour la finale après un incroyable retournement. L'affiche de la finale est la plus jeune de l'histoire du circuit ATP, depuis celle d'Indian Wells en 2007, mais il s'incline cependant sur la dernière marche contre le no 3 mondial, Alexander Zverev (2-6, 4-6) en 1 h 14. À l'US Open, il atteint de nouveau le troisième tour, tombant contre Marin Čilić après avoir sauvé 7 balles de match et bataillé pendant plus de 4 heures.
En septembre, il est de nouveau sélectionné dans l'équipe australienne pour les barrages de Coupe Davis contre l'Autriche, mais il perd ses deux matches, contre Dominic Thiem puis contre Dennis Novak. La semaine suivante, à Shenzen, il s'incline en demi-finale au tie-break du troisième set contre Pierre-Hugues Herbert. Au Masters 1000 de Shanghai, il atteint les huitièmes de finale mais perd sèchement contre Alexander Zverev (1-6, 4-6).
En octobre, il devient no 1 Australien, dépassant Nick Kyrgios au classement ATP. Début novembre, il atteint la finale des Next Gen ATP Finals, perdant en quatre sets contre Stéfanos Tsitsipás, 15e mondial.

### 2019. Premiers titres ATP et entrée dans le top 20
En janvier, Alex de Minaur démarre fort sa saison avec un quart de finale à Brisbane perdu contre le Français Jo-Wilfried Tsonga (4-6, 62-7). Puis il remporte son premier titre ATP à Sydney en battant Gilles Simon (6-3, 6-2) en demi-finale puis Andreas Seppi (7-5, 7-65) en finale. Remportant son premier titre en carrière à 19 ans. À l'Open d'Australie, il passe sans problème Pedro Sousa, puis à besoin de cinq manche pour sortir le qualifié Henri Laaksonen et poursuivre son aventure australienne. Avant d'être stoppé sèchement (1-6, 2-6, 4-6) au troisième tour face à Rafael Nadal.
À Roland-Garros, il est tête de série numéro 21 (alors classé 25e à l'ATP) mais est éliminé au deuxième tour par l'Espagnol Pablo Carreño Busta, en trois sets (3-6, 1-6, 1-6).
Il revient en meilleur forme et avec une série de victoires pour le tournoi d'Atlanta en juillet. En quarts, il profite de l'abandon de son compatriote Bernard Tomic, puis bat dans un match serré (7-64, 65-7, 6-3) Reilly Opelka pour atteindre sa seconde finale. De Minaur s'offre son 2e titre contre Taylor Fritz (6-3, 7-62). En août, au Masters de Cincinnati, il passe en trois set Marco Cecchinato, puis de nouveau Reilly Opelka (7-63, 6-4) mais chute en huitième de finale contre le Japonais Yoshihito Nishioka.
À l'US Open, Alex bat en quatre manche le Français Pierre-Hugues Herbert, puis Cristian Garín avec autorité avant de vaincre le no 7 mondial, Kei Nishikori au troisième tour (6-2, 6-4, 2-6, 6-3) pour atteindre son premier huitième de finale en Grand Chelem. Il s'incline en deux heures (5-7, 3-6, 4-6) contre le Bulgare Grigor Dimitrov.
En septembre, il remporte son troisième titre ATP à Zhuhai en battant Adrian Mannarino (7-64, 6-4) en finale après 2 h 06 de jeu. Sur son parcours, il écarte son compatriote John Millman, puis Andy Murray (4-6, 6-2, 6-4) qui faisait son retour après 2 h 42 de jeu, après Borna Ćorić (6-2, 4-6, 6-4) et en demi-finale, Roberto Bautista-Agut (6-2, 6-2).
En indoor au tournoi de Bâle, l'Australien bat notamment Taylor Fritz (6-3, 6-3), puis Jan-Lennard Struff (6-4, 7-64) et Reilly Opelka (7-62, 64-7, 7-63) dans une rencontre très accroché pour décrocher sa deuxième finale ATP 500. Il se fera dominer (2-6, 2-6) par Roger Federer. Au Masters de Paris-Bercy, il bat la tête de série numéro 9, Roberto Bautista-Agut en deux tie-break avant de s'incliner (3-6, 4-6) contre Stéfanos Tsitsipás.
Début novembre, comme en 2018, il atteint la finale des Next Gen ATP Finals. En battant tous ses adversaires en poule : Alejandro Davidovich Fokina, Miomir Kecmanović et Casper Ruud. Il passe Frances Tiafoe au bout d'1 h 13, avant de s'incliner sèchement en trois manche contre Jannik Sinner, invité des organisateurs.
Alex de Minaur participe à la Coupe Davis avec Nick Kyrgios. En poule, il gagne son premier match de simple face à Daniel Elahi Galán, puis contre David Goffin (6-0, 7-64). En quart de finale, il gagne son simple contre Denis Shapovalov (3-6, 6-3, 7-5) mais s'incline lors du double.

### 2020. Premier quart de finale en Grand Chelem et premier titre en double
À l'ATP Cup, pour les phases de poules, les Australiens battent l'Allemagne 3 à 0 avec notamment la victoire en simple d'Alex de Minaur contre Alexander Zverev (4-6, 7-63, 6-2). Ils gagnent à nouveau 3 à 0 contre le Canada, avec une victoire en simple d'Alex de Minaur contre Denis Shapovalov (66-7, 6-4, 6-2). De Minaur ne dispute pas la rencontre de poule contre la Grèce, étant déjà qualifié pour les quarts de finale. À ce stade, contre le Royaume-Uni, il s'incline en simple face à Daniel Evans (64-7, 6-4, 62-7) mais remporte le double décisif avec Nick Kyrgios pour atteindre le dernier carré. L'Australie perd en demi-finale contre l'Espagne au bout des deux simples. Alex de Minaur rivalise pendant 2 h 13 de jeu mais s'incline (6-4, 5-7, 1-6) contre Rafael Nadal.
Il doit renoncer à participer à l'Open d'Australie à cause d'une déchirure abdominale.
Après la suspension du circuit à cause de la pandémie de Covid-19, Alex de Minaur participe à l'US Open en tant que tête de série no 21. Il passe tranquillement Andrej Martin, puis perd un set contre le Français Richard Gasquet (6-4, 6-3, 66-7, 7-5) et se qualifie pour les huitièmes de finale après un gros match (6-4, 0-6, 4-6, 6-3, 6-1) contre la tête de série numéro 11, Karen Khachanov. Il se qualifie pour son premier quart de finale en Grand Chelem après sa victoire convaincante face au Canadien Vasek Pospisil (7-66, 6-3, 6-2) en 2 h 17. Il s'incline sèchement (1-6, 2-6, 4-6) en deux heures de jeu contre la tête de série numéro 2 et futur vainqueur, Dominic Thiem.
En octobre, au tournoi indoor d'Anvers, il atteint la finale avec des victoires sur Richard Gasquet (3-6, 7-65, 6-3), Feliciano López, le qualifié Marcos Giron et le Bulgare Grigor Dimitrov (7-64, 63-7, 6-4) dans un match physique de 2 h 49. Il perd en finale (1-6, 64-7) contre le Français Ugo Humbert. Il perd en huitième de finale au Masters de Paris-Bercy contre le Russe Daniil Medvedev (7-5, 2-6, 2-6), futur vainqueur du tournoi. Pour son dernier tournoi de l'année, il participe au tournoi de Sofia, où il perd en quart de finale (7-63, 4-6, 1-6) contre le futur vainqueur, l'Italien Jannik Sinner.

### 2021.4etitreen simple
Alex de Minaur lance sa saison, toujours bouleversée par la pandémie de Covid-19 au tournoi d'Antalya. Il arrive à sa première finale de l'année après sa victoire sur David Goffin (6-4, 3-6, 6-2) ; puis profite de l'abandon de Alexander Bublik après deux jeux où son adversaire s'est tordu la cheville, pour s'adjuger le titre.

### 2022.6etitre en simple à Atlanta et 1/8 à l'Open d'Australie et Wimbledon
Au tournoi de Roland-Garros, Alex de Minaur est éliminé au premier tour par le Français Hugo Gaston en cinq sets (6-4, 2-6, 3-6, 6-0, 64-7).
Il parvient début juillet à se hisser pour la première fois en deuxième semaine à Wimbledon. Il écarte pour cela Hugo Dellien, Jack Draper et l'invité britannique Liam Broady, tombeur de Diego Schwartzman au tour précédent. Au terme d'une lutte de 4 h 34 min de jeu, et alors qu'il a eu deux balles de match, il est battu en huitièmes de finale par le Chilien Cristian Garín en cinq sets (6-2, 7-5, 6-7, 4-6, 6-7).

### 2023.1ertitre en ATP 500,1refinale de Masters 1000 et 1/8eà l'Open d'Australie et à l'US Open
Mi-janvier, Alex de Minaur parvient en huitièmes de finale à l'Open d'Australie, comme l'année précédente. Il écarte le qualifié taïwanais Hsu Yu-hsiou (6-2, 6-2, 6-3) et deux Français, Adrian Mannarino (7-6, 4-6, 6-4, 6-1) et Benjamin Bonzi (7-6, 6-2, 6-1). Il est éliminé par la légende et futur vainqueur Novak Djokovic en trois petits sets (2-6, 1-6, 2-6).
Au tournoi d'Acapulco, il élimine facilement en quart de finale le Japonais Taro Daniel, pourtant vainqueur de Casper Ruud 4e mondial au tour précédent sur le score de 6-2, 6-2, puis le jeune Danois Holger Rune en demi-finale après la perte du premier set sur le score de 3-6, 7-5, 6-2 en près de 3 heures. Il retrouve en finale l'Américain Tommy Paul vainqueur aussi d'un gros match en demi-finale : le plus long de l'histoire du tournoi face à son compatriote Taylor Fritz en près de 3 h 30. Il concède le premier set mais finit par s'imposer (3-6, 6-4, 6-1) en 2 h 28 de match et remporte ainsi son septième titre, son premier titre en ATP 500.
Fin juin, il arrive en finale au tournoi du Queen's, écartant de son passage le local Andy Murray (6-3, 6-1), l'Argentin Diego Schwartzman (6-2, 6-2), le Français Adrian Mannarino, spécialiste sur gazon (6-4, 4-6, 6-4) et le jeune Danois Holger Rune, sixième mondial (6-3, 7-6). Il manque de remporter le titre s'inclinant contre un autre jeune joueur, l'Espagnol Carlos Alcaraz (4-6, 4-6) qui redevient par l'occasion numéro un mondial.
Il arrive à disputer une troisième finale début juillet, à Los Cabos, où il sort deux joueurs hors du Top 100, le Tunisien Skander Mansouri (6-4, 6-4) et l'Argentin Thiago Tirante (6-2, 6-1) avant d'éliminer en quarts le quatorzième mondial Tommy Paul (6-4, 3-6, 6-3), comme à Acapulco, et en demi-finale la surprise du tournoi, l'Allemand Dominik Köpfer (6-2, 6-7, 6-1). Il est confronté au 5e mondial en finale, le Grecque Stéfanos Tsitsipás qui le bat pour la dixième fois en autant de duels (3-6, 4-6). Il continue de surfer sur sa bonne forme à l'Open du Canada en éliminant dès le premier tour le Britannique Cameron Norrie (7-5, 6-4) puis le Canadien Gabriel Diallo, invité par les organisateurs (6-4, 7-5). Rejoignant ainsi les huitièmes de finale, il casse son plafond de verre (10 défaites à ce stade en Masters 1000) contre l'Américain Taylor Fritz (7-6, 4-6, 6-1, en sauvant trois balles de premier set) pour rallier pour la première fois de sa carrière les quarts de finale dans ce type de tournoi. Il rencontre un des favoris de la compétition, le Russe Daniil Medvedev, troisième joueur mondial qu'il bat à la surprise des observateurs (7-6, 7-5). C'est le premier tournoi de sa carrière où il écarte deux Top 10. Il joue en demi-finale le surprenant Alejandro Davidovich Fokina, tombeur de Casper Ruud qu'il sort sans problème (6-1, 6-3) et joue ainsi sa première finale en Masters 1000 contre l'Italien Jannik Sinner, huitièmes joueur mondial. Il ne parvient pas à sortir son meilleur match et est contraint à la défaite (4-6, 1-6).
Attendu comme un possible outsider lors de l'US Open, il s'impose contre la qualifié Timofey Skatov (6-2, 3-6, 6-1, 7-5) puis écrase le Chinois Wu Yibing (6-1, 6-2, 6-1) et le Chilien Nicolás Jarry (6-1, 6-3, 6-2). Arrivé en huitièmes de finale, il retrouve l'ancien vainqueur Daniil Medvedev, gagne le premier set mais voit le Russe prendre sa revanche (6-2, 4-6, 1-6, 2-6). Ce dernier continuera sa route jusqu'en finale où il sera stoppé.
Il joue début octobre le tournoi de Pékin, sort difficilement l'ancien champion Andy Murray (6-3, 5-7, 7-6) mais perd une nouvelle fois contre le Russe Daniil Medvedev (6-7, 3-6), alors finaliste à l'US Open, puis d'entrée au Masters 1000 de Shanghaï contre le Hongrois Fábián Marozsán (3-6, 5-7). Il redresse un peu la barre à Tokyo en éliminant difficilement Jack Draper (4-6, 7-6, 7-6) et le vieil Argentin Diego Schwartzman (6-0, 7-5) avant de tomber contre le Russe Aslan Karatsev (3-6, 2-6).
Retournant en Europe, il passe un tour à Bâle en battant de nouveau Diego Schwartzman (6-4, 6-4) mais s'incline contre le Néerlandais Tallon Griekspoor (4-6, 3-6) au tour suivant. Il sort après deux gros combats l'ancien champion Andy Murray, lequel obtient une balle de match (7-6, 4-6, 7-5) et le repêché Dušan Lajović (4-6, 6-4, 6-4). Il profite ensuite du forfait de l'Italien numéro quatre mondial Jannik Sinner pour jouer le deuxième quart de finale de Masters 1000 de sa carrière. Il est cependant renversé par le Russe Andrey Rublev, cinquième joueur mondial (4-6, 6-3, 6-1), ce qui l'élimine de la course au Masters de fin d'année.

### 2024.8eet 9etitres ATP à Acapulco et Bois-Le-Duc, 1/4 à Roland-Garros, Wimbledon et l'US Open et entrée dans le top 10
Il attaque l'année par le Grand Chelem de son pays natal, l'Open d'Australie dont il atteint une nouvelle fois la deuxième semaine. Il profite pour cela de l'abandon de l'ancien numéro trois mondial Milos Raonic (6-7, 6-3, 2-0 ab.), de retour après une nouvelle blessure sur le circuit, puis ne laisse que six et sept petits jeux aux Italiens Matteo Arnaldi (6-3, 6-0, 6-3) et Flavio Cobolli (6-3, 6-3, 6-1), alors sorti des qualifications et qui joue son deuxième tableau final en Grand Chelem. Opposé au numéro cinq mondial Andrey Rublev, vainqueur avant le tournoi de Hong Kong, il mène deux sets à un mais ne marque que trois jeux sur les deux dernières manches contre le Russe (4-6, 7-6, 7-6, 3-6, 0-6) au terme d'un gros combat de 4h13. C'est la troisième fois de suite qu'il s'incline en huitièmes de finale lors de ce tournoi.
Mi-février, il se rend à Rotterdam où il élimine sans difficulté l'Américain Sebastian Korda (6-4, 6-3) et le Belge qualifié David Goffin (6-3, 6-1) avant de retrouver son bourreau, Andrey Rublev. Dans un nouveau match serré et disputé, il parvient cette fois-ci à l'emporter (7-6, 4-6, 6-3) contre le numéro cinq mondial. Il joue contre le Bulgare Grigor Dimitrov, finaliste à Marseille quelques jours plus tôt et l'empêche de réintégrer le top 10 (6-4, 6-3) pour parvenir en finale du tournoi néerlandais. Il rencontre alors l'Italien Jannik Sinner, numéro quatre mondial et vainqueur de l'Open d'Australie un mois plus tôt. Il cède logiquement en deux sets (5-7, 4-6), laissant l'Italien enregistrer sa quinzième victoire consécutive sur le circuit ATP.

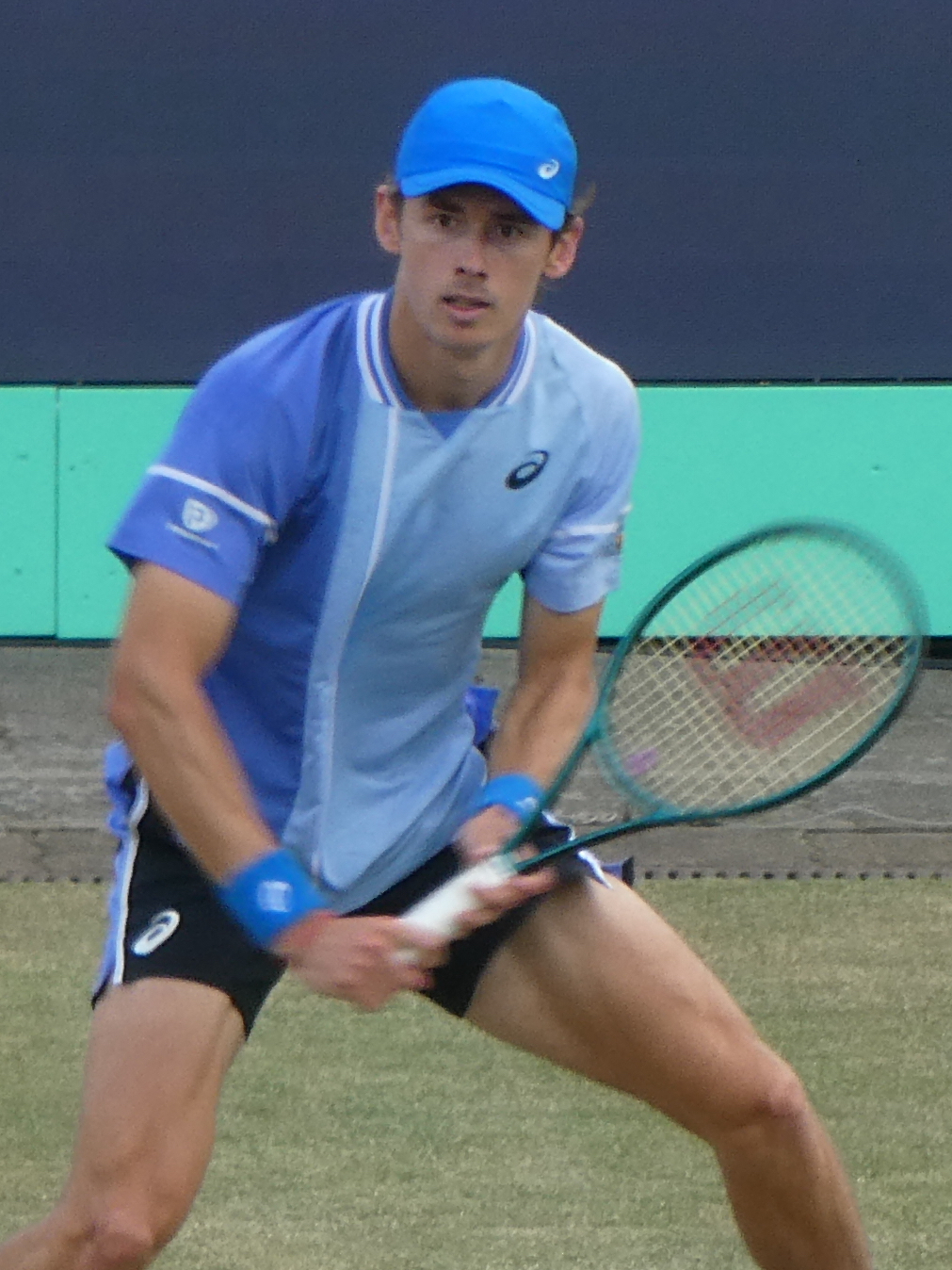
Alex de Minaur lors du tournoi de Bois-le-Duc en 2024.

Il s'envole la semaine suivante au Mexique, à Los Cabos où il perd au premier tour contre le jeune Américain Alex Michelsen (4-6, 1-6), qui accroche alors son premier top 10 à son palmarès. Il se reprend lors du tournoi d'Acapulco en écrasant le Japonais Taro Daniel (6-2, 6-1) et l'Autrichien Sebastian Ofner (6-1, 6-3) puis renverse le Grec Stéfanos Tsitsipás (1-6, 6-3, 6-3) alors qu'il avait été battu lors de ses dix dernières confrontations contre lui. Après avoir profité de l'abandon du Britannique Jack Draper en demi-finale pour cause d'une intoxication alimentaire (6-3, 2-6, 4-0 ab.), il remporte la finale aux dépens du Norvégien Casper Ruud, finaliste à Los Cabos la semaine précédente (6-4, 6-4). Il gagne alors son deuxième titre d'affilée dans la ville mexicaine, devenant le premier joueur depuis l'Espagnol David Ferrer douze ans plus tôt à réussir cette performance.
Pour la troisième fois de sa vie, il atteint les huitièmes de finale à Indian Wells après avoir séché Taro Daniel (6-1, 6-2) et le Kazakh Alexander Bublik (7-5, 6-0) finaliste à Doha une semaine plus tôt. Il ne parvient néanmoins pas à franchir ce niveau, renversé par le sixième mondial Alexander Zverev (7-5, 2-6, 3-6). Il obtient son meilleur résultat en carrière à Miami la semaine suivante en accédant au même niveau après des victoires sur le Coréen Kwon Soon-woo (6-3, 6-2), 863e joueur mondial et sur l'Allemand Jan-Lennard Struff (7-6, 6-4). Il est éliminé par le surprenant Fábián Marozsán, déjà vainqueur du numéro sept mondial Holger Rune en début de tournoi (4-6, 6-0, 1-6).
Il passe mi-avril pour la première fois de sa carrière le deuxième tour à Monte-Carlo, écartant l'invité et vétéran Stanislas Wawrinka (6-3, 6-0) et renversant le Néerlandais Tallon Griekspoor (2-6, 6-2, 6-3). Il affronte son compatriote Alexei Popyrin en huitièmes de finale et l'écarte (6-3, 6-4), ce qui lui permet de disputer pour la troisième fois de sa carrière les quarts de finale d'un Masters 1000. Confronté au Serbe Novak Djokovic, numéro un mondial et vainqueur de trois Grand Chelem la saison précédente, il s'incline en deux manches (5-7, 4-6). Il joue quelques jours plus tard à Barcelone et affronte l'Espagnol Rafael Nadal, sur le retour, et qui dispute à 37 ans son premier match sur terre battue depuis deux ans. Il s'impose après un premier set accroché (7-5, 6-1). Il est ensuite défait par le jeune Français Arthur Fils en huitièmes de finale (5-7, 2-6).
Il retrouve la semaine suivante au Masters de Madrid Rafael Nadal qui prend sa revanche de Barcelone et l'écarte en deux manches (6-7, 3-6). Il égale son meilleur résultat au Masters de Rome en écartant l'Espagnol Roberto Carballés Baena, finaliste à Marrakech (6-3, 6-2) et le Canadien Félix Auger-Aliassime, récent finaliste du Masters 1000 de Madrid (6-7, 6-4, 6-4). Il est ensuite battu très nettement en huitièmes de finale par le Grec Stéfanos Tsitsipás (1-6, 2-6), vainqueur de Monte-Carlo et tête de série numéro six. Il rallie la deuxième semaine à Roland-Garros, seul tournoi du Grand Chelem dont il n'avait jamais atteint les huitièmes de finale, après trois victoires convaincantes contre le jeune Alex Michelsen (6-1, 6-0, 6-2), l'Espagnol Jaume Munar (7-5, 6-1, 6-4) et de nouveau le spécialiste de terre Jan-Lennard Struff, vainqueur du tournoi de Munich quelques semaines plus tôt (4-6, 6-4, 6-3, 6-3). Il renverse alors le numéro cinq mondial Daniil Medvedev, finaliste en début de saison à l'Open d'Australie (4-6, 6-2, 6-1, 6-3), pour remporter sa deuxième victoire sur un joueur du top 10 sur ocre, ce qui lui permet de jouer son deuxième quart de finale en Grand Chelem, contre l'Allemand Alexander Zverev. Il s'incline logiquement contre le numéro quatre mondial, vainqueur à Rome et demi-finaliste des trois éditions précédentes malgré une balle de deuxième manche (4-6, 6-7, 4-6).
Il commence sa saison sur gazon en remportant le titre au tournoi de Bois-le-Duc sans perdre de manches, en battant en finale Sebastian Korda (6-2, 6-4), en demi-finale le Français Ugo Humbert (7-6, 6-3), en quarts l'ancien finaliste de Wimbledon Milos Raonic (7-5, 6-2) et le Belge repêché Zizou Bergs (7-5, 6-4), empochant son neuvième titre, le second sur gazon et atteignant son meilleur classement jusqu'alors en étant septième mondial. Emoussé, il est renversé d'entrée au Queen's contre l'Italien Lorenzo Musetti (6-1, 4-6, 2-6), futur demi-finaliste à Wimbledon. Il sort lors du Grand Chelem britannique son compatriote repêché James Duckworth au premier tour en trois tie-breaks puis élimine l'Espagnol Jaume Munar (6-2, 6-2, 7-5). Il profite du forfait du revenant Lucas Pouille au troisième tour et bat un autre Français, le jeune Arthur Fils qui atteint pour la première fois une deuxième semaine en Majeur (6-2, 6-4, 4-6, 6-3). L'Australien rallie alors son troisième quart de finale en Grand Chelem, le premier à Wimbledon mais est contraint de déclarer forfait contre la légende Novak Djokovic. Malgré cette élimination, il atteint son meilleur classement jusqu'alors en accédant à la sixième place mondiale.
Il reprend le fil de sa saison fin août à l'US Open et profite d'un tableau ouvert pour signer un troisième quart de finale en Grand Chelem cette année. Il se débarrasse difficilement de Marcos Giron au premier tour (6-3, 6-4, 5-7, 6-4) puis du Finlandais qualifié Otto Virtanen (7-5, 6-1, 7-6). Il déroule après avoir perdu une manche face au Britannique Daniel Evans (6-3, 6-7, 6-0, 6-0) et sort son compatriote Jordan Thompson (6-0, 3-6, 6-3, 7-5) en huitièmes de finale. Malgré la présence en quart de finale du néophyte Jack Draper, il s'écrase en trois manches contre son plafond de verre (3-6, 5-7, 2-6) offrant au Britannique une première demi-finale surprise en carrière en Majeur. Revenant après une blessure mi-octobre à Anvers et engagé dans la course à la participation au Masters, il retourne la situation contre l'Espagnol Roberto Carballés Baena (2-6, 6-4, 6-2) mais y échoue contre le Français Hugo Gaston qui bat alors son premier Top 10 en carrière (3-6, 6-3, 5-7). Il perd de nouveau le premier set à Vienne contre Jan-Lennard Struff (2-6, 6-2, 6-2) et le jeune qualifié Jakub Menšík (6-7, 6-3, 6-4) et profite de l'abandon de Flavio Cobolli (7-6, 3-1 ab.) pour rejoindre les demi-finale du tournoi autrichien, mais s'y incline contre le Russe Karen Khachanov, ancien Top 10 et vainqueur la semaine passée à Almaty (2-6, 4-6).
Arrivé à Bercy en étant toujours en lice pour le Masters de fin d'année, il s'impose solidement contre le terrien Mariano Navone (7-5, 6-1) et le repêché Miomir Kecmanović (6-4, 7-6) avant de retourner la situation et de prendre sa revanche contre Jack Draper (5-7, 6-2, 6-3). Disputant les quarts de finale du tournoi parisien, il offre un match de haute volée contre l'ancien vainqueur Holger Rune mais s'incline en trois manches (4-6, 6-4, 5-7).

### 2025.10etitre à Washington, quart à l'Open d'Australie, demi à Monte-Carlo et nouvelle finale à Rotterdam
S'étant qualifié pour les quarts de finale des trois précédents Grand Chelem, il rallie également ce stade dans le seul Majeur qui lui manquait jusqu'à présent, l'Open d'Australie. Il se débarrasse sans difficulté du Néerlandais Botic van de Zandschulp (6-1, 7-5, 6-4), du qualifié Américain Tristan Boyer qui dispute son premier Majeur (6-2, 6-4, 6-3) avant de connaître plus de difficultés contre l'Argentin Francisco Cerúndolo (5-7, 7-63, 6-3, 6-3). Il sort en huitièmes le novice en deuxième semaine de Grand Chelem Alex Michelsen (6-0, 7-65, 6-3) pour jouer en quarts le tenant du titre et numéro un mondial Jannik Sinner qu'il n'a jamais battu en neuf confrontations. Devant son public, il essuie une défaite sans appel (3-6, 2-6, 1-6) et perd son cinquième quart de finale en Majeur, niveau qui constitue jusqu'alors son plafond de verre.
Il parvient comme la saison passée en finale du tournoi de Rotterdam début février, en se montrant impérial, ne lâchant pas le moindre set face à l'ancien Top 10 David Goffin (6-2, 6-4), au jeune Jakub Menšík (6-4, 6-4) et aux surprises Daniel Altmaier, repêché des qualifications (6-1, 6-4) et Mattia Bellucci, issu des qualifications lui aussi (6-1, 6-2). Un adversaire plus coriace, le numéro trois Carlos Alcaraz, vainqueur de Roland Garros et Wimbledon la saison passée, lui barre à nouveau la route aux pieds du trophée (4-6, 6-3, 2-6), devenant le premier joueur depuis Tim Henman à s'incliner deux fois de suite en finale du tournoi. Tête de série numéro deux à Doha, il sort sans sourciller le Russe Roman Safiullin (6-1, 7-5) et le qualifié Botic van de Zandschulp (6-4, 6-4) mais est éliminé de justesse par Andrey Rublev (1-6, 6-3, 68-7), dixième joueur mondial en quarts de finale. Il subit une deuxième défaite de suite à Dubaï contre le vétéran et ancien vainqueur de l'US Open Marin Čilić (2-6, 6-3, 3-6) qui bat son premier Top 10 depuis trois ans. Comme l'année passée, il s'incline en huitièmes de finale à Indian Wells, après deux démonstrations de nouveau contre le vétéran David Goffin (6-2, 6-2) et l'ancien Top 10 Hubert Hurkacz (6-4, 6-0) et ne profite pas d'un tableau ouvert, sorti par l'Argentin Francisco Cerúndolo (5-7, 3-6) qui prend sa revanche de l'Open d'Australie. Il cède une nouvelle fois à ce stade à Miami, après deux victoires sur le Chinois Bu Yunchaokete (6-4, 6-4) et la jeune pépite Brésilienne João Fonseca (5-7, 7-5, 6-3), vaincu par l'ancien numéro six Matteo Berrettini (3-6, 67-7) qui accède pour la première fois depuis quatre ans aux quarts de finale d'un Masters 1000.
Il se présente en tant qu'outsider à Monte-Carlo et renverse pour son premier match le Tchèque Tomáš Macháč (3-6, 6-0, 6-3) avant de se montrer impressionnant contre l'ancien numéro un Daniil Medvedev (6-2, 6-2) et surtout le Bulgare Grigor Dimitrov auquel il ne laisse aucun jeu (6-0, 6-0). Favori de sa première demi-finale en Principauté contre Lorenzo Musetti, il est renversé par l'Italien (6-1, 4-6, 64-7) qui accède ainsi à sa première finale en Masters 1000. Après deux victoires rondement menées à Barcelone contre le terrien Tomás Martín Etcheverry, ancien quart de finaliste à Roland Garros (6-4, 6-4) et le Britannique Jacob Fearnley (6-1, 6-2), il échoue pour la quatrième fois en autant de confrontations contre le jeune champion Espagnol Carlos Alcaraz (5-7, 3-6), tout récent vainqueur de son premier Monte-Carlo, en quart de finale du tournoi de Barcelone. Il cède de nouveau contre Lorenzo Musetti en huitièmes de finale de Madrid (4-6, 2-6), laissant l'Italien entrer pour la première fois de sa carrière dans le Top 10 à l'issue du tournoi. Il s'était auparavant sorti des griffes du qualifié Lorenzo Sonego, quart de finaliste à l'Open d'Australie en début d'année (6-2, 6-3) et du Canadien Denis Shapovalov (6-3, 7-63). Il atteint le même stade à Rome, sérieux contre l'invité Luca Nardi (6-4, 7-5) et le repêché Bolivien Hugo Dellien (6-4, 6-4), mais écarté par l'Américain Tommy Paul (5-7, 3-6), demi-finaliste l'année passée. Il démarre Roland-Garros avec un match remporté en trois manches contre le Serbe Laslo Djere (6-3, 6-4, 7-66), mais déçoit en s'inclinant au second tour alors qu'il mène deux sets à zéro contre le Kazakh Alexander Bublik (6-2, 6-2, 4-6, 3-6, 2-6) qui rejoint pour la première fois de sa carrière le troisième tour Porte d'Auteuil.
Il est battu au premier tour du Queen's par le Tchèque Jiří Lehečka (4-6, 2-6) mi-juin mais assure son statut à Wimbledon, écartant l'Espagnol Roberto Carballés Baena (6-2, 6-2, 7-62), et les qualifiés Arthur Cazaux (4-6, 6-2, 6-4, 6-0) et August Holmgren (6-4, 7-65, 6-3), ce dernier disputant son tout premier Grand Chelem en carrière. Il fait face à la légende Novak Djokovic en huitièmes de finale et malgré le gain du premier set, perd le match (6-1, 4-6, 4-6, 4-6). Parti à Washington, il s'impose contre le Chinois Wu Yibing (7-65, 6-2) puis prend difficilement sa revanche face à Jiří Lehečka (7-64, 66-7, 6-4). Tranquille contre le local Brandon Nakashima (6-4, 6-4) et la surprise Corentin Moutet qui dispute sa première demi-finale dans un tournoi de cette catégorie (6-4, 6-3), il soulève son dixième titre en carrière, le premier de l'année contre Alejandro Davidovich Fokina qui perd sa quatrième finale et manque l'occasion de gagner son premier trophée dans un match disputé (5-7, 6-1, 7-63), l'Espagnol manquant alors trois balles de match. Il enchaîne tranquillement à l'Open du Canada et profite du forfait de son compatriote Christopher O'Connell après une victoire en deux sets sur Francisco Comesaña (6-4, 6-2). Il parvient jusqu'en quarts à la faveur d'un nouveau succès sur Frances Tiafoe (6-2, 4-6, 6-4) mais butte sur un deuxième Américain, le jeune Ben Shelton (3-6, 4-6) qui accède à sa première demi-finale dans cette catégorie de tournoi. Comme à son habitude, il perd prématurément à Cincinnati, des son entrée en lice pour l'édition 2025 contre le géant Reilly Opelka (6-7, 4-6).

## Style de jeu
Droitier avec un revers à deux mains, de Minaur impressionne surtout par sa volonté de se battre sur tous les points. C'est d'ailleurs pour cette raison qu'il est surnommé « The Demon » par ses coéquipiers de Coupe Davis. Il travaille depuis plusieurs années avec un psychologue du sport qui lui a appris des techniques de respiration qu'il utilise pendant les matches. Son principal défaut est son manque de puissance, qu'il compense par une variété dans le jeu et un excellent contre de revers. Il a un style de jeu de contreur sur le circuit ; en plus de son coach Adolfo Gutierrez, il est régulièrement accompagné de Lleyton Hewitt, son mentor. Plutôt nonchalant sur les smash amortis, il a été considéré comme le « joueur le plus rapide du circuit » par Rafael Nadal lors d'une interview accordée à la presse, après son troisième tour à l'Open d'Australie 2019.

## Palmarès

### Titres en simple
| No | Date       | Nom et lieu du tournoi                         | Catégorie | Dotation    | Surface      | Finaliste                   | Score          |          |
| -- | ---------- | ---------------------------------------------- | --------- | ----------- | ------------ | --------------------------- | -------------- | -------- |
| 1  | 07-01-2019 | Sydney International, Sydney                   | ATP 250   | 527 880 $   | Dur (ext.)   | Andreas Seppi               | 7-5, 7-65      | Parcours |
| 2  | 22-07-2019 | BB&T Atlanta Open, Atlanta                     | ATP 250   | 694 995 $   | Dur (ext.)   | Taylor Fritz                | 6-3, 7-62      | Parcours |
| 3  | 23-09-2019 | Huajin Securities Zhuhai Championships, Zhuhai | ATP 250   | 931 335 $   | Dur (ext.)   | Adrian Mannarino            | 7-64, 6-4      | Parcours |
| 4  | 07-01-2021 | Antalya Open, Antalya                          | ATP 250   | 300 000 €   | Dur (ext.)   | Alexander Bublik            | 2-0 ab.        | Parcours |
| 5  | 21-06-2021 | Viking International Eastbourne, Eastbourne    | ATP 250   | 547 265 €   | Gazon (ext.) | Lorenzo Sonego              | 4-6, 6-4, 7-65 | Parcours |
| 6  | 25-07-2022 | Atlanta Open, Atlanta                          | ATP 250   | 708 530 $   | Dur (ext.)   | Jenson Brooksby             | 6-3, 6-3       | Parcours |
| 7  | 27-02-2023 | Abierto Mexicano Telcel por HSBC, Acapulco     | ATP 500   | 2 013 940 $ | Dur (ext.)   | Tommy Paul                  | 3-6, 6-4, 6-1  | Parcours |
| 8  | 26-02-2024 | Abierto Mexicano Telcel por HSBC, Acapulco     | ATP 500   | 2 206 080 $ | Dur (ext.)   | Casper Ruud                 | 6-4, 6-4       | Parcours |
| 9  | 10-06-2024 | Libéma Open, Bois-le-Duc                       | ATP 250   | 690 135 €   | Gazon (ext.) | Sebastian Korda             | 6-2, 6-4       | Parcours |
| 10 | 21-07-2025 | Mubadala Citi DC Open, Washington              | ATP 500   | 2 396 115 $ | Dur (ext.)   | Alejandro Davidovich Fokina | 5-7, 6-1, 7-63 | Parcours |

### Finales en simple
| No | Date       | Nom et lieu du tournoi                           | Catégorie       | Dotation    | Surface      | Vainqueur          | Score                |          |
| -- | ---------- | ------------------------------------------------ | --------------- | ----------- | ------------ | ------------------ | -------------------- | -------- |
| 1  | 07-01-2018 | Sydney International, Sydney                     | ATP 250         | 468 910 $   | Dur (ext.)   | Daniil Medvedev    | 1-6, 6-4, 7-5        | Parcours |
| 2  | 30-07-2018 | Citi Open, Washington                            | ATP 500         | 1 890 165 $ | Dur (ext.)   | Alexander Zverev   | 6-2, 6-4             | Parcours |
| -  | 06-11-2018 | Next Gen ATP Finals, Milan                       | Next Gen Finals | 1 275 000 $ | Dur (int.)   | Stéfanos Tsitsipás | 2-4, 4-1, 4-33, 4-33 | Parcours |
| 3  | 21-10-2019 | Swiss Indoors Basel, Bâle                        | ATP 500         | 2 082 655 € | Dur (int.)   | Roger Federer      | 6-2, 6-2             | Parcours |
| -  | 04-11-2019 | Next Gen ATP Finals, Milan                       | Next Gen Finals | 1 400 000 $ | Dur (int.)   | Jannik Sinner      | 4-2, 4-1, 4-2        | Parcours |
| 4  | 19-10-2020 | European Open, Anvers                            | ATP 250         | 394 800 €   | Dur (int.)   | Ugo Humbert        | 6-1, 7-64            | Parcours |
| 5  | 19-06-2023 | cinch Championships, Londres                     | ATP 500         | 2 195 175 € | Gazon (ext.) | Carlos Alcaraz     | 6-4, 6-4             | Parcours |
| 6  | 31-07-2023 | Mifel Tennis Open by Telcel Oppo, Cabo San Lucas | ATP 250         | 852 480 $   | Dur (ext.)   | Stéfanos Tsitsipás | 6-3, 6-4             | Parcours |
| 7  | 07-08-2023 | National Bank Open presented by Rogers, Toronto  | Masters 1000    | 6 600 000 $ | Dur (ext.)   | Jannik Sinner      | 6-4, 6-1             | Parcours |
| 8  | 12-02-2024 | ABN AMRO Open, Rotterdam                         | ATP 500         | 2 134 985 € | Dur (int.)   | Jannik Sinner      | 7-5, 6-4             | Parcours |
| 9  | 03-02-2025 | ABN AMRO Open, Rotterdam                         | ATP 500         | 2 401 550 € | Dur (int.)   | Carlos Alcaraz     | 6-4, 3-6, 6-2        | Parcours |

### Titre en double
| No | Date       | Nom et lieu du tournoi           | Catégorie    | Dotation    | Surface    | Partenaire          | Finalistes                | Score    |          |
| -- | ---------- | -------------------------------- | ------------ | ----------- | ---------- | ------------------- | ------------------------- | -------- | -------- |
| 1  | 22-08-2020 | Western & Southern Open New-York | Masters 1000 | 4 222 190 $ | Dur (ext.) | Pablo Carreño Busta | Jamie Murray Neal Skupski | 6-2, 7-5 | Parcours |

## Parcours dans les tournois duGrand Chelem

### En simple
| Année | Open d'Australie | Open d'Australie | Internationaux de France | Internationaux de France | Wimbledon       | Wimbledon         | US Open         | US Open          |
| ----- | ---------------- | ---------------- | ------------------------ | ------------------------ | --------------- | ----------------- | --------------- | ---------------- |
| 2017  | 2e tour (1/32)   | Sam Querrey      | 1er tour (1/64)          | Robin Haase              | —               | —                 | 1er tour (1/64) | Dominic Thiem    |
| 2018  | 1er tour (1/64)  | Tomáš Berdych    | 1er tour (1/64)          | Kyle Edmund              | 3e tour (1/16)  | Rafael Nadal      | 3e tour (1/16)  | Marin Čilić      |
| 2019  | 3e tour (1/16)   | Rafael Nadal     | 2e tour (1/32)           | P. Carreño Busta         | 2e tour (1/32)  | Steve Johnson     | 1/8 de finale   | Grigor Dimitrov  |
| 2020  | —                | —                | 1er tour (1/64)          | M. Cecchinato            | Annulé          | Annulé            | 1/4 de finale   | Dominic Thiem    |
| 2021  | 3e tour (1/16)   | Fabio Fognini    | 2e tour (1/32)           | M. Cecchinato            | 1er tour (1/64) | Sebastian Korda   | 1er tour (1/64) | Taylor Fritz     |
| 2022  | 1/8 de finale    | Jannik Sinner    | 1er tour (1/64)          | Hugo Gaston              | 1/8 de finale   | Cristian Garín    | 3e tour (1/16)  | P. Carreño Busta |
| 2023  | 1/8 de finale    | Novak Djokovic   | 2e tour (1/32)           | T. M. Etcheverry         | 2e tour (1/32)  | Matteo Berrettini | 1/8 de finale   | Daniil Medvedev  |
| 2024  | 1/8 de finale    | Andrey Rublev    | 1/4 de finale            | Alexander Zverev         | 1/4 de finale   | Forfait           | 1/4 de finale   | Jack Draper      |
| 2025  | 1/4 de finale    | Jannik Sinner    | 2e tour (1/32)           | Alexander Bublik         | 1/8 de finale   | Novak Djokovic    |                 |                  |

N.B. : à droite du résultat se trouve le nom de l'ultime adversaire.

### En double messieurs
| Année | Open d'Australie                                                                    | Open d'Australie                                                                   | Internationaux de France                                                            | Internationaux de France                                                                | Wimbledon                                                                             | Wimbledon | US Open | US Open |
| ----- | ----------------------------------------------------------------------------------- | ---------------------------------------------------------------------------------- | ----------------------------------------------------------------------------------- | --------------------------------------------------------------------------------------- | ------------------------------------------------------------------------------------- | --------- | ------- | ------- |
| 2017  | 1er tour (1/32) Max Purcell \|\| style="text-align:left;" \| P. Carreño G. García   | —                                                                                  | —                                                                                   | —                                                                                       | —                                                                                     | —         | —       |         |
| 2018  | —                                                                                   | —                                                                                  | —                                                                                   | —                                                                                       | 1er tour (1/32) J. Millman \|\| style="text-align:left;" \| R. Bopanna Roger-Vasselin | —         | —       |         |
| 2019  | —                                                                                   | —                                                                                  | 1er tour (1/32) Vega Hernández \|\| style="text-align:left;" \| G. Barrère Q. Halys | 2e tour (1/16) Matt Reid \|\| style="text-align:left;" \| Łukasz Kubot Marcelo Melo     | 2e tour (1/16) Matt Reid \|\| style="text-align:left;" \| Rajeev Ram Joe Salisbury    |           |         |         |
| 2020  | —                                                                                   | —                                                                                  | 2e tour (1/16) Matt Reid \|\| style="text-align:left;" \| Rajeev Ram Joe Salisbury  | Annulé                                                                                  | Annulé                                                                                | —         | —       |         |
| 2021  | 1er tour (1/32) Matt Reid \|\| style="text-align:left;" \| John Peers Michael Venus | 2e tour (1/16) Matt Reid \|\| style="text-align:left;" \| M. Arévalo M. Middelkoop | 2e tour (1/16) Matt Reid \|\| style="text-align:left;" \| Nikola Mektić Mate Pavić  | 1er tour (1/32) Matt Reid \|\| style="text-align:left;" \| John Millman Thiago Monteiro |                                                                                       |           |         |         |

N.B. : le nom du partenaire se trouve sous le résultat ; les noms des ultimes adversaires se trouvent à droite.

### En double mixte
| Année | Open d'Australie | Open d'Australie | Internationaux de France | Internationaux de France | Wimbledon                                                                     | Wimbledon | US Open | US Open |
| ----- | ---------------- | ---------------- | ------------------------ | ------------------------ | ----------------------------------------------------------------------------- | --------- | ------- | ------- |
| 2023  | —                | —                | —                        | —                        | 2e tour (1/8) K. Boulter \|\| style="text-align:left;" \| Xu Yifan J. Vliegen | —         | —       |         |

N.B. : le nom de la partenaire se trouve sous le résultat ; les noms des ultimes adversaires se trouvent à droite.

## Parcours dans lesMasters 1000
| Année | Indian Wells               | Miami                       | Monte-Carlo               | Madrid                   | Rome                       | Canada                   | Cincinnati                | Shanghai                | Paris                      |
| ----- | -------------------------- | --------------------------- | ------------------------- | ------------------------ | -------------------------- | ------------------------ | ------------------------- | ----------------------- | -------------------------- |
| 2018  | 2e tour J. M. del Potro    | 1er tour Y. Nishioka        | —                         | —                        | —                          | —                        | —                         | 1/8 de finale A. Zverev | 1er tour F. López          |
| 2019  | 2e tour M. Giron           | —                           | —                         | 1er tour H. Hurkacz      | 1er tour M. Cecchinato     | 1er tour D. Evans        | 1/8 de finale Y. Nishioka | 1er tour J. Isner       | 1/8 de finale S. Tsitsipás |
| 2020  | n.o.                       | n.o.                        | n.o.                      | n.o.                     | 1er tour D. Köpfer         | n.o.                     | 1er tour J.-L. Struff     | n.o.                    | 1/8 de finale D. Medvedev  |
| 2021  | 1/8 de finale S. Tsitsipás | 2e tour D. E. Galán         | 1er tour A. Davidovich    | 1/8 de finale D. Thiem   | 1er tour G. Mager          | 2e tour N. Basilashvili  | 2e tour G. Monfils        | n.o.                    | 1er tour A. Popyrin        |
| 2022  | 1/8 de finale T. Fritz     | 3e tour S. Tsitsipás        | 2e tour A. Rublev         | 2e tour J. Sinner        | 1/8 de finale A. Zverev    | 1/8 de finale N. Kyrgios | 2e tour F. Auger          | n.o.                    | 1/8 de finale F. Tiafoe    |
| 2023  | 2e tour M. Fucsovics       | 2e tour Q. Halys            | 2e tour J.-L. Struff      | 3e tour A. Karatsev      | 2e tour M. Fucsovics       | Finale J. Sinner         | 2e tour G. Monfils        | 2e tour F. Marozsán     | 1/4 de finale A. Rublev    |
| 2024  | 1/8 de finale A. Zverev    | 1/8 de finale F. Marozsán   | 1/4 de finale N. Djokovic | 2e tour R. Nadal         | 1/8 de finale S. Tsitsipás | —                        | —                         | —                       | 1/4 de finale H. Rune      |
| 2025  | 1/8 de finale F. Cerúndolo | 1/8 de finale M. Berrettini | 1/2 finale L. Musetti     | 1/8 de finale L. Musetti | 1/8 de finale T. Paul      | 1/4 de finale B. Shelton | 2e tour R. Opelka         |                         |                            |

N.B. : sous le résultat se trouve le nom de l’ultime adversaire.

## Parcours auMasters
| Année | Lieu  | Résultat    | Tour | Adversaires                                | Victoire / Défaite | Scores                          |
| ----- | ----- | ----------- | ---- | ------------------------------------------ | ------------------ | ------------------------------- |
| 2024  | Turin | Round Robin | RR   | Jannik Sinner Daniil Medvedev Taylor Fritz | Défaite            | 3-6, 4-6 2-6, 4-6 7-5, 4-6, 3-6 |

## Parcours auxJeux olympiques

### En double messieurs
| # | Date       | Nom de l'olympiade         | Surface             | Résultat        | Partenaire     | Ultimes adversaires        | Score    |          |
| - | ---------- | -------------------------- | ------------------- | --------------- | -------------- | -------------------------- | -------- | -------- |
| 1 | 27/07/2024 | Olympic Tennis Event Paris | Terre battue (ext.) | 1er tour (1/16) | Alexei Popyrin | Austin Krajicek Rajeev Ram | 6-2, 6-3 | Parcours |

## Parcours enCoupe Davis
| #                                                                                       | Date          | Lieu       | Surface             | Gagnant(s)               | Perdant(s)                | Score                    |          |
|                                                                                         |               |            |                     |                          |                           |                          |          |
| 2018 - 1er tour (groupe mondial) - Australie - Allemagne 1 : 3                          |               |            |                     |                          |                           |                          |          |
| 1                                                                                       | 02-04/02/2018 | Brisbane   | Dur (ext.)          | Alexander Zverev         | Alex de Minaur            | 5-7, 6-4, 6-4, 3-6, 64-7 | Parcours |
|                                                                                         |               |            |                     |                          |                           |                          |          |
| 2018 - play-off (groupe mondial) - Autriche - Australie 3 : 1                           |               |            |                     |                          |                           |                          |          |
| 2                                                                                       | 14-16/09/2018 | Graz       | Terre battue (ext.) | Dennis Novak             | Alex de Minaur            | 3-6, 6-2, 6-3, 6-2       | Parcours |
| 2                                                                                       | 14-16/09/2018 | Graz       | Terre battue (ext.) | Dominic Thiem            | Alex de Minaur            | 6-4, 6-2, 3-6, 6-4       | Parcours |
|                                                                                         |               |            |                     |                          |                           |                          |          |
| 2019 - 1er tour (groupe mondial) - Australie - Bosnie-Herzégovine 4 : 0                 |               |            |                     |                          |                           |                          |          |
| 3                                                                                       | 01-02/02/2019 | Adélaïde   | Dur (ext.)          | Alex de Minaur           | Mirza Bašić               | 6-3, 7-60                | Parcours |
|                                                                                         |               |            |                     |                          |                           |                          |          |
| 2019 - Phase de poules (groupe mondial - Groupe D) - Australie - Colombie 3 : 0         |               |            |                     |                          |                           |                          |          |
| 4                                                                                       | 19/11/2019    | Madrid     | Dur (int.)          | Alex de Minaur           | Daniel Elahi Galán        | 6-4, 6-3                 | Parcours |
|                                                                                         |               |            |                     |                          |                           |                          |          |
| 2019 - Phase de poules (groupe mondial - Groupe D) - Belgique - Australie 1 : 2         |               |            |                     |                          |                           |                          |          |
| 5                                                                                       | 20/11/2019    | Madrid     | Dur (int.)          | Alex de Minaur           | David Goffin              | 6-0, 7-64                | Parcours |
|                                                                                         |               |            |                     |                          |                           |                          |          |
| 2019 - 1/4 de finale (groupe mondial) - Australie - Canada - 1 : 2                      |               |            |                     |                          |                           |                          |          |
| 6                                                                                       | 21/11/2019    | Madrid     | Dur (int.)          | Alex de Minaur           | Denis Shapovalov          | 3-6, 6-3, 7-5            | Parcours |
|                                                                                         |               |            |                     |                          |                           |                          |          |
| 2020-2021 - Phase de poules (groupe mondial - Groupe D) - Croatie - Australie 3 : 0     |               |            |                     |                          |                           |                          |          |
| 7                                                                                       | 25/11/2021    | Turin      | Dur (int.)          | Marin Čilić              | Alex de Minaur            | 6-1, 5-7, 6-4            | Parcours |
| 7                                                                                       | 25/11/2021    | Turin      | Dur (int.)          | Nikola Mektić Mate Pavić | Alex de Minaur John Peers | 6-3, 6-1                 | Parcours |
|                                                                                         |               |            |                     |                          |                           |                          |          |
| 2020-2021 - Phase de poules (groupe mondial - Groupe D) - Australie - Hongrie 2 : 1     |               |            |                     |                          |                           |                          |          |
| 8                                                                                       | 27/11/2021    | Turin      | Dur (int.)          | Alex de Minaur           | Márton Fucsovics          | 7-5, 2-6, 7-62           | Parcours |
|                                                                                         |               |            |                     |                          |                           |                          |          |
| 2022 - 1er tour (groupe mondial) - Australie - Hongrie 3 : 2                            |               |            |                     |                          |                           |                          |          |
| 9                                                                                       | 04-05/03/2022 | Sydney     | Dur (ext.)          | Alex de Minaur           | Zsombor Piros             | 7-5, 6-2                 | Parcours |
| 9                                                                                       | 04-05/03/2022 | Sydney     | Dur (ext.)          | Alex de Minaur           | Márton Fucsovics          | 7-64, 6-4                | Parcours |
|                                                                                         |               |            |                     |                          |                           |                          |          |
| 2022 - Phase de poules (groupe mondial - Groupe C) - Australie - Belgique 1 : 2         |               |            |                     |                          |                           |                          |          |
| 10                                                                                      | 13/09/2022    | Hambourg   | Dur (int.)          | Alex de Minaur           | David Goffin              | 6-2, 6-2                 | Parcours |
|                                                                                         |               |            |                     |                          |                           |                          |          |
| 2022 - Phase de poules (groupe mondial - Groupe C) - France - Australie 1 : 2           |               |            |                     |                          |                           |                          |          |
| 11                                                                                      | 15/09/2022    | Hambourg   | Dur (int.)          | Alex de Minaur           | Benjamin Bonzi            | 6-3, 1-6, 6-4            | Parcours |
|                                                                                         |               |            |                     |                          |                           |                          |          |
| 2022 - 1/4 de finale (groupe mondial) - Australie - Pays-Bas 2 : 0                      |               |            |                     |                          |                           |                          |          |
| 12                                                                                      | 22/11/2022    | Malaga     | Dur (int.)          | Alex de Minaur           | Botic van de Zandschulp   | 5-7, 6-3, 6-4            | Parcours |
|                                                                                         |               |            |                     |                          |                           |                          |          |
| 2022 - 1/2 finale (groupe mondial) - Australie - Croatie 2 : 1                          |               |            |                     |                          |                           |                          |          |
| 13                                                                                      | 25/11/2022    | Malaga     | Dur (int.)          | Alex de Minaur           | Marin Čilić               | 6-2, 6-2                 | Parcours |
|                                                                                         |               |            |                     |                          |                           |                          |          |
| 2022 - Finale (groupe mondial) - Canada - Australie - 2 : 0                             |               |            |                     |                          |                           |                          |          |
| 14                                                                                      | 27/11/2022    | Malaga     | Dur (int.)          | Félix Auger-Aliassime    | Alex de Minaur            | 6-3, 6-4                 | Parcours |
|                                                                                         |               |            |                     |                          |                           |                          |          |
| 2023 - Phase de poules (groupe mondial - Groupe B) - Australie - Grande-Bretragne 1 : 2 |               |            |                     |                          |                           |                          |          |
| 15                                                                                      | 13/09/2023    | Manchester | Dur (int.)          | Daniel Evans             | Alex de Minaur            | 6-1, 2-6, 6-4            | Parcours |
|                                                                                         |               |            |                     |                          |                           |                          |          |
| 2023 - Phase de poules (groupe mondial - Groupe B) - Australie - France 2 : 1           |               |            |                     |                          |                           |                          |          |
| 16                                                                                      | 14/09/2023    | Manchester | Dur (int.)          | Alex de Minaur           | Ugo Humbert               | 7-62, 6-3                | Parcours |
|                                                                                         |               |            |                     |                          |                           |                          |          |
| 2023 - Phase de poules (groupe mondial - Groupe B) - Australie - Suisse 3 : 0           |               |            |                     |                          |                           |                          |          |
| 17                                                                                      | 16/09/2023    | Manchester | Dur (int.)          | Alex de Minaur           | Marc-Andrea Hüsler        | 6-4, 6-3                 | Parcours |
|                                                                                         |               |            |                     |                          |                           |                          |          |
| 2023 - 1/4 de finale (groupe mondial) - Tchéquie - Australie 1 : 2                      |               |            |                     |                          |                           |                          |          |
| 18                                                                                      | 22/11/2023    | Malaga     | Dur (int.)          | Alex de Minaur           | Jiří Lehečka              | 4-6, 7-62, 7-5           | Parcours |
|                                                                                         |               |            |                     |                          |                           |                          |          |
| 2023 - 1/2 finale (groupe mondial) - Finlande - Australie 0 : 2                         |               |            |                     |                          |                           |                          |          |
| 19                                                                                      | 24/11/2023    | Malaga     | Dur (int.)          | Alex de Minaur           | Emil Ruusuvuori           | 6-4, 6-3                 | Parcours |
|                                                                                         |               |            |                     |                          |                           |                          |          |
| 2023 - Finale (groupe mondial) - Australie - Italie - 0 : 2                             |               |            |                     |                          |                           |                          |          |
| 20                                                                                      | 26/11/2023    | Malaga     | Dur (int.)          | Jannik Sinner            | Alex de Minaur            | 6-3, 6-0                 | Parcours |
|                                                                                         |               |            |                     |                          |                           |                          |          |
| 2024 - 1/4 de finale (groupe mondial) - États-Unis - Australie 1 : 2                    |               |            |                     |                          |                           |                          |          |
| 21                                                                                      | 21/11/2024    | Malaga     | Dur (int.)          | Taylor Fritz             | Alex de Minaur            | 6-3, 6-4                 | Parcours |
|                                                                                         |               |            |                     |                          |                           |                          |          |
| 2024 - 1/2 de finale (groupe mondial) - Italie - Australie 2 : 0                        |               |            |                     |                          |                           |                          |          |
| 22                                                                                      | 23/11/2024    | Malaga     | Dur (int.)          | Jannik Sinner            | Alex de Minaur            | 6-3, 6-4                 | Parcours |

Son bilan en Coupe Davis est le suivant :
| Simple                   | Double                   |
| ------------------------ | ------------------------ |
| Victoire(s) - Défaite(s) | Victoire(s) - Défaite(s) |
| 15 - 9                   | 0 - 1                    |

Source : (en) Alex de Minaur - Win / Loss. sur le site de la Coupe Davis

## Confrontations avec ses principaux adversaires
Confrontations lors des différents tournois ATP et en Coupe Davis avec ses principaux adversaires (6 confrontations minimum et avoir été membre du top 10). Classement par pourcentage de victoires. Situation au 4 février 2025 :
| Joueur             | Meilleur classement | Confrontations | Victoires | Défaites | Pourcentage de victoires | Dernière confrontation                                   |
| ------------------ | ------------------- | -------------- | --------- | -------- | ------------------------ | -------------------------------------------------------- |
| Jannik Sinner      | 1                   | 9              | 0         | 9        | 0                        | défaite (3-6, 2-6, 1-6) à l'Open d'Australie 2025        |
| Stéfanos Tsitsipás | 3                   | 11             | 1         | 10       | 9,1                      | défaite (1-6, 2-6) au Masters de Rome 2024               |
| Alexander Zverev   | 2                   | 10             | 2         | 8        | 20                       | défaite (4-6, 65-7, 4-6) à Roland-Garros 2024            |
| Rafael Nadal       | 1                   | 6              | 2         | 4        | 33,3                     | défaite (66-7, 3-6) au Masters de Madrid 2024            |
| Daniil Medvedev    | 1                   | 11             | 4         | 7        | 36,4                     | victoire (6-2, 6-2) au Masters de Monte-Carlo 2025       |
| Andrey Rublev      | 5                   | 7              | 3         | 4        | 42,9                     | défaite (1-6, 6-3, 68-7) au tournoi de Doha 2025         |
| Taylor Fritz       | 4                   | 9              | 4         | 5        | 44,4                     | défaite (3-6, 4-6) à la Coupe Davis 2024                 |
| Tommy Paul         | 8                   | 6              | 5         | 1        | 83,3                     | défaite (5-7, 3-6) au Masters de Rome 2025               |
| Andy Murray        | 1                   | 6              | 6         | 0        | 100                      | victoire (7-67, 4-6, 7-5) au Masters de Paris-Bercy 2023 |
| David Goffin       | 7                   | 7              | 7         | 0        | 100                      | victoire (6-2, 6-2) au Masters d'Indian Wells 2025       |

Ce bilan ne prend pas en compte les confrontations en qualifications, en Challenger, Futures, ou durant le parcours junior des joueurs :
- victoire contre Taylor Fritz au Round Robin du Next Generation ATP Finals 2018 (4-38, 4-1, 4-2) ;
- défaite contre Stéfanos Tsitsipás en finale du Next Generation ATP Finals 2018 (4-2, 1-4, 33-4, 33-4) ;
- victoire contre Andrey Rublev au Round Robin du Next Generation ATP Finals 2018 (4-1, 35-4, 4-1, 4-2) ;
- défaite contre Jannik Sinner en finale du Next Generation ATP Finals 2019 (2-4, 1-4, 2-4).

## Victoires sur le top 10
Toutes ses victoires sur des joueurs classés dans le top 10 de l'ATP lors de la rencontre.
| Légende                        |
| Grand Chelem                   |
| Masters 1000                   |
| ATP 500                        |
| ATP 250                        |
| Coupe Davis ATP Cup United Cup |

| #  | A.d.M. | Tournoi       | Année | Surface      | Adversaire            | Rang  | Tour   | Score              |
| -- | ------ | ------------- | ----- | ------------ | --------------------- | ----- | ------ | ------------------ |
| 1  | no 38  | US Open       | 2019  | Dur          | Kei Nishikori         | no 7  | 1/16   | 6-2, 6-4, 2-6, 6-3 |
| 2  | no 31  | Zhuhai        | 2019  | Dur          | Roberto Bautista-Agut | no 10 | 1/2    | 6-2, 6-2           |
| 3  | no 18  | Paris-Bercy   | 2019  | Dur (int.)   | Roberto Bautista-Agut | no 10 | 1/16   | 7-62, 7-61         |
| 4  | no 18  | ATP Cup       | 2020  | Dur          | Alexander Zverev      | no 7  | Poules | 4-6, 7-63, 6-2     |
| 5  | no 34  | ATP Cup       | 2022  | Dur          | Matteo Berrettini     | no 7  | Poules | 6-3, 7-64          |
| 6  | no 25  | Barcelone     | 2022  | Terre battue | Cameron Norrie        | no 10 | 1/4    | 6-3, 5-7, 6-1      |
| 7  | no 23  | Paris-Bercy   | 2022  | Dur (int.)   | Daniil Medvedev       | no 3  | 1/16   | 6-4, 2-6, 7-5      |
| 8  | no 24  | United Cup    | 2023  | Dur          | Rafael Nadal          | no 2  | Poules | 3-6, 6-1, 7-5      |
| 9  | no 25  | Rotterdam     | 2023  | Dur (int.)   | Andrey Rublev         | no 5  | 1/16   | 6-4, 6-4           |
| 10 | no 22  | Acapulco      | 2023  | Dur          | Holger Rune           | no 10 | 1/2    | 3-6, 7-5, 6-2      |
| 11 | no 18  | Queen's       | 2023  | Gazon        | Holger Rune           | no 6  | 1/2    | 6-3, 7-62          |
| 12 | no 18  | Toronto       | 2023  | Dur          | Taylor Fritz          | no 9  | 1/8    | 7-67, 4-6, 6-1     |
| 13 | no 18  | Toronto       | 2023  | Dur          | Daniil Medvedev       | no 3  | 1/4    | 7-67, 7-5          |
| 14 | no 12  | United Cup    | 2024  | Dur          | Taylor Fritz          | no 10 | Poules | 6-4, 6-2           |
| 15 | no 12  | United Cup    | 2024  | Dur          | Novak Djokovic        | no 1  | 1/4    | 6-4, 6-4           |
| 16 | no 12  | United Cup    | 2024  | Dur          | Alexander Zverev      | no 7  | 1/2    | 5-7, 6-3, 6-4      |
| 17 | no 11  | Rotterdam     | 2024  | Dur (int.)   | Andrey Rublev         | no 5  | 1/4    | 7-65, 4-6, 6-3     |
| 18 | no 11  | Roland-Garros | 2024  | Terre battue | Daniil Medvedev       | no 5  | 1/8    | 4-6, 6-2, 6-1, 6-3 |

## Classements ATP en fin de saison
| Année          | 2015 | 2016 | 2017 | 2018 | 2019 | 2020 | 2021 | 2022 | 2023 | 2024 |
| Rang en simple | 1551 | 354  | 208  | 31   | 18   | 23   | 34   | 24   | 12   | 9    |
| Rang en double | –    | 857  | 1119 | 669  | 141  | 59   | 133  | 198  | 178  | –    |

Source : (en) Classements de Alex de Minaur sur le site officiel de la Fédération internationale de tennis